# Шахбазян, Аветик Корюнович
Аветик Корюнович Шахбазян (26 апреля 1952 — 19 мая 2014) — биофизик, эмбриогенетик.

## Биография
В 1974 году с отличием окончил биологический факультет Ереванского государственного университета. Ещё студентом по индивидуальной программе был направлен на медико-биологический факультет Московского медицинского института им. Пирогова Архивная копия от 2 марта 2022 на Wayback Machine, в лабораторию Ю. А. Владимирова, где принимал участие в изучении действия УФ-излучения на мембранные структуры клетки (Талицкий В. В., Шахбазян А. К., Рощупкин Д. И. в кн.: УФ-излучение и его применение. Материалы Х Всесоюзного совещания, 1973, с.81; см. также «Биологическое действие ультрафиолетового излучения», М., 1975, с.39).
В 1976 г. А. К. Шахбазян поступил в аспирантуру Институт молекулярной биологии имени В. А. Энгельгардта РАН (лаборатория К. А. Кафиани), увлекшись проблемой воздействия на генетический аппарат дрозофилы путём микроинъецирования генетического материала в ранние эмбрионы. По предложению научного руководителя, завкафедрой эмбриологии биологического факультета МГУ Архивная копия от 9 ноября 2015 на Wayback Machine К. Г. Газаряна, в том же году А. К. Шахбазян создал и возглавил на кафедре группу для работы по этому новому для кафедры направлению. В то время вопрос о возможности экспериментального вмешательства в механизмы наследственности оставался весьма спорным, и лишь немногие лаборатории в мире занимались этим. В СССР эксперименты по введению чужеродных вирусных генов в ранние эмбрионы Drosophila melanogaster проводились группой аспиранта Шахбазяна. Шахбазяном были сконструированы микроманипулятор и микроинъектор, разработан оригинальный метод микроинъекций в яйца дрозофилы. В результате впервые в мире были получены насекомые с искусственно измененным геномом. Эти изменения генотипа приводили к нарушениям развития и появлению мутантных особей. Научная значимость полученных результатов была столь высока, что две статьи были опубликованы в самом известном и авторитетном международном журнале «Nature» (Gazaryan KG, Nabirochkin SD, Tatosyan AG, Shakhbazyan AK, Shibanova EN Genetic effects of injection of Rous sarcoma virus DNA into polar plasm of early Drosophila melanogaster embryos. Nature. 1984 Sep 27-Oct 3;311(5984):392-4; Tatosyan AG, Nabirochkin SD, Shakhbazyan AK, Gazaryan KG, Kisseljov FL. Detection of virus-specific sequences in Drosophila melanogaster mutants induced by injection of RSV DNA into early embryos. Nature. 1984 Sep 27-Oct 3;311(5984):394-5).
После защиты диссертации, в 1982 г. A.K.Шахбазян организовал первую в Закавказье лабораторию по трансплантации эмбрионов КРС. Лаборатория была создана при совхозе Бурастан Арташатского района АрмССР. Всего год спустя в лаборатории были получены первые в Закавказье телята после пересадки эмбрионов. Довольно быстро лаборатория стала одной из лучших в СССР. Достаточно сказать, что в лаборатории впервые в СССР были получены монозиготные телята-близнецы после разделения ранних эмбрионов на несколько частей (Шахбазян А. К.. Кривохарченко A.C., Серобян Г. А.. Овсепян A.A.. Мнацаканян В. Б., Газарян К. Г. Получение монозиготных близнецов крупного рогатого скота путём разрезания эмбрионов на половинки. «Доклады ВАСХНИЛ» 1989. N 1. стр. 25-27). Также впервые в СССР был с высокой эффективностью применен метод хранения эмбрионов крупного рогатого скота при положительных околонулевых температурах (Шахбазян А. К.. Кривохарченко A.C., Серобян Г. А., Газарян К. Г. 0 трансплантации эмбрионов крупного рогатого скота после длительного хранения при температуре +5"С. «Сельскохозяйственная биология» 1989. N 4, " стр. 28-29).
Деятельность лаборатории не ограничивалась территорией Армении. Работы проводились в Грузии и в Таджикистане. В частности, впервые в СССР была осуществлена успешная транспортировка из Армении в Грузию эмбрионов коров кавказской бурой породы, хранившихся при положительных околонулевых температурах. В результате пересадки таких эмбрионов были получены нормальные телята. В 1989 г. на базе лаборатории была организована первая в СССР школа по трансплантации эмбрионов, в которой принимали участие представители разных регионов, ряда союзных и автономных республик. После окончания школы состоялась первая в СССР международная конференция по эмбриогенетике и трансгенозу. На конференции выступили с докладами известные ученые из Австралии, Германии, США, Канады, Франции. В результате активной и успешной деятельности возглавляемая Шахбазяном лаборатория превратилась в Республиканскую биотехнологическую лабораторию, которую планировалось преобразовать в Закавказский биотехнологический центр, однако распад СССР помешал этому.
В 1993 г. А. К. Шахбазяну было предложено продолжить работу в России, в биологическом научном центре Пущино, где в 1994 году он организовал при Высшем пущинском агробиотехнологическом колледже лабораторию трансплантации эмбрионов. Первоначально лаборатория занималась получением и трансплантацией привезенных из США эмбрионов коров мясных пород, но гораздо более интересными и важными были работы по сохранению (созданию банка) российского генофонда КРС. С этой целью эмбрионы после извлечения у коров аборигенных локальных пород замораживали и сохраняли в криобанках в жидком азоте при температуре — 196 С. Было проведено несколько экспедиций в Павловский район Нижегородской области, в результате которых был создан криобанк эмбрионов высокоценной красной горбатовской породы КРС. Одновременно на базе питомника лабораторных животных филиала Института биоорганической химии в Пущино Шахбазян продолжал разрабатывать новые методы криоконсервации эмбрионов млекопитающих (Кривохарченко A.C.. Вильянович Л. И.. Серобян Г. А.. Рябых В. П.. Шахбазян А. К.. Садовников В. Б. Выживаемость эмбрионов мышей после сверхбыстрого замораживания разными способами с использованием различных криопротекторов. «Проблемы репродукции». 1995. N 4. стр. 13-18; А. С. Кривохарченко, Г. А. Серобян, А. К. Шахбазян, В. Б. Садовников. Сверхбыстрое замораживание эмбрионов мышей аутбредных и инбредных линий. ОНТОГЕНЕЗ, 1996, том 27, № 4, с.300-304). Совместно с Минсельхозом России планировалось создание банка эмбрионов животных, занесенных в Красную книгу РФ.
В 2005 г. А. К. Шахбазян, работая в Институте Экспериментальной и Теоретической Биофизики в Пущино (в лаборатории Л. М. Чайлахяна) загорелся идеей использования лазеров для неинвазивной бесконтактной манипуляции и микрохирургии ранних эмбрионов млекопитающих. В результате был осуществлен многолетний международный проект с исследователями из Института биофотоники Национального Яанг-Минг Университета Тайбея, (Тайвань) (Institute of Biophotonics, National Yang-Ming University, Taipei, Taiwan Архивная копия от 5 марта 2016 на Wayback Machine), позволивший реализовать задуманное. Используя возможности проекта, А. К. Шахбазян организовал международную исследовательскую группу с участием ученых России, Тайваня и Германии. Основной целью созданной группы была разработка принципиально новых методов лазерной (микро) нанохирургии эмбрионов млекопитающих. Работы в течение ряда лет проводились на базе Института биофотоники Национального Яанг-Минг Университета Тайбея и Макс-Делбрук Центра Молекулярной Медицины, Берлин-Бух, Германия (Max-Delbrück-Centrum für Molekulare Medizin Архивная копия от 2 марта 2022 на Wayback Machine (MDC) Berlin-Buch). В результате экспериментов, многие из которых проводились впервые в мире, были получены уникальные данные, и пионерские статьи были опубликованы в авторитетных российских и международных журналах (Karmenyan AV, Shakhbazyan AK, Sviridova-Chailakhyan TA, Krivokharchenko AS, Chiou AE, Chailakhyan LM. Use of picosecond infrared laser for micromanipulation of early mammalian embryos. Mol Reprod Dev. 2009 Oct;76(10):975-83; А. К. Шахбазян, Т. А. Свиридова-Чайлахян, А. В. Карменян, А. С. Кривохарченко, А.Чои, Л. М. Чайлахян. Использование лазера для получения реципиентных цитопластов при пересадке ядер у млекопитающих ДАН 2009 том 428, № 3, с.1-4; А. К. Шахбазян, А. В. Карменян, Т. А. Свиридова-Чайлахян, А. С. Кривохарченко, А.Чои, Л. М. Чайлахян. Возможности оптико-лазерных технологий в клеточной инженерии ДАН, 2009, том 429, № 4, с.1-4; Krivokharchenko A, Karmenyan A, Sarkisov O, Bader M, Chiou A, Shakhbazyan A. Laser fusion of mouse embryonic cells and intra-embryonic fusion of blastomeres without affecting the embryo integrity. PLoS One. 2012;7(12): e50029).
Дальнейшая деятельность А. К. Шахбазяна была посвящена созданию необходимой экспериментальной базы для проведения работ в этом направлении в России. Такая база была создана в Институте химической физики им. Н. Н. Семенова РАН в лаборатории био- и нанофотоники О. М. Саркисова.
В 2013 г. был получен патент на изобретение Способа лазерного слияния бластомеров внутри ранних доимплантационных эмбрионов млекопитающих без нарушения их целостности (авторы — А. К. Шахбазян, О. М. Саркисов, А. С. Кривохарченко, А. В. Карменян, А. Д. Залесский).
Лазерные манипуляции успешно осуществлялись уже не только с ранними эмбрионами, но и с эмбриональными стволовыми клетками. Первая публикация полученных результатов увидела свет незадолго до смерти А. К. Шахбазяна (А. К. Шахбазян, В. З. Тарантул, А. Д. Залесский, А. В. Рябова, В. Б. Лощенов, С. А. Антонов, И. А. Гривенников, А. С. Кривохарченко, А. В. Карменян, В. А. Надточенко. Получение химерных бластоцист мыши методами лазерной нанохирургии. — ОНТОГЕНЕЗ, 2013, том 44, № 6, с.1-5). Статьи с результатами исследований, в которых принимал участие Аветик Шахбазян, продолжают выходить и после его смерти (Е. О. Захарченко, А. А. Залесский, А. А. Осыченко, А. С. Кривохарченко, А. К. Шахбазян, А. В. Рябова, В. А. Надточенко. Влияние лазерной перфорации блестящей оболочки на жизнеспособность эмбрионов мыши in vitro. — БИОХИМИЯ, 2015, том 80, вып. 6, с.911-919).